# ضوابط الأخطار المهنية المتعلقة بكوفيد-19
ضوابط الأخطار المهنية المتعلقة بكوفيد-19 هي تطبيق لمنهجيات السلامة والصحة المهنية للوقاية من مرض فيروس كورونا 2019 (كوفيد-19). تعتمد ضوابط الأخطار المهنية الملائمة لمكان العمل على موقع العمل والمهام الوظيفية، وذلك بناءً على تقييم مخاطر مصادر التعرض، وشدة المرض في المجتمع وعوامل الخطورة بالنسبة للأفراد العاملين الذين قد يكونون معرضين للإصابة.
وفقًا لإدارة السلامة والصحة المهنية الأمريكية (OSHA)، فإن الوظائف ذات خطر التعرض الأقل هي الوظائف التي تنطوي على حد أدنى من الاتصال المهني مع العامة أو زملاء العمل والتي يوصى ضمنها باتخاذ تدابير أساسية للوقاية من العدوى، بما في ذلك غسل اليدين، وتشجيع الموظفين على البقاء في المنزل في حال كانوا مصابين، والالتزام بالآداب المتعلقة بالجهاز التنفسي، والالتزام بالتطهير والتنظيف بشكل روتيني لمكان العمل.
تشمل الوظائف التي تنطوي على خطورة تعرض متوسطة الوظائف التي تنطوي على اتصال متكرر أو وثيق بأشخاص مشتبه أو مؤكدة إصابتهم بكوفيد-19، والذين قد أصيبوا أو تعرضوا للإصابة نتيجة الاتصال الجاري بالمجتمع أو السفر الدولي. وهذا يشمل أيضًا الموظفين الذين لهم اتصال بعامة الناس كما هو الحال في المدارس وبيئات العمل عالية الكثافة السكانية وبعض السياقات المتفرقة عالية الحجم. تشمل ضوابط الأخطار المهنية لهذه المجموعة، بالإضافة إلى تدابير الوقاية من العدوى الأساسية، والتي تشتمل على التهوية باستعمال مرشحات هواء عالية الكفاءة، واقي العطس وتوافر معدات الوقاية الشخصية في حال مصادفة شخص مصاب بكوفيد-19.
تعتبر إدارة السلامة والصحة المهنية العاملين في مجال الرعاية الصحية والمشرحة، والذين يكونون على اتصال مع الأشخاص المصابين أو المشتبه إصابتهم بكوفيد-19، ذوي خطورة عالية والتي تزداد إلى خطورة عالية للغاية إذا قام العاملون بإجراءات توليد الهباء الجوي أو جمع عينات لأشخاص مصابين أو مشتبه بإصابتهم بكوفيد-19 أو التعامل معها. تشتمل ضوابط الأخطار المهنية الملائمة لهؤلاء العمال على الضوابط الهندسية مثل غرف الضغط السلبي، ومعدات الوقاية الشخصية المناسبة لمهمة العمل.

## التخطيط وتقييم الخطورة
لجائحة تفشي مرض فيروس كورونا 2019 العديد من الآثار داخل مكان العمل. قد يتغيب الموظفون عن العمل بسبب المرض، أو بسبب الاضطرار إلى الاعتناء بأشخاص آخرين أو نتيجة الخوف من التعرض المحتمل. قد تتغير أنماط التجارة، سواء من حيث السلع المطلوبة أو طرق شراء هذه السلع (مثل التسوق خارج أوقات الذروة أو من خلال خدمات التوصيل أو طلبات السيارات). أخيرًا، قد تتعرقل شحنات المواد من المناطق الجغرافية المتأثرة بكوفيد-19 بشكل كبير.
يمكن استخدام خطط التأهب والاستجابة لمرض معدٍ لتوجيه الإرشادات الوقائية. تتناول الخطط مستويات المخاطر المرتبطة بمختلف مواقع الأعمال والمهام الوظيفية، بما في ذلك مصادر التعرض، عوامل الخطورة ضمن المنزل أو المجتمع، وعوامل الخطر المتعلقة بالأفراد العاملين كالشيخوخة أو الأمراض المزمنة. وتحدد أيضًا الضوابط اللازمة لتحديد تلك المخاطر ووضع خطط الطوارئ للحالات التي قد تحصل كنتيجة لتفشي المرض. قد تخضع خطط التأهب والاستجابة لمرض معدٍ للتوصيات الوطنية أو دون الوطنية. تنطوي أهداف الاستجابة لتفشي المرض على الحد من انتقال العدوى بين طاقم الموظفين، وحماية الأشخاص الأكثر عرضة للمضاعفات الصحية الخطرة، والحفاظ على عمليات تسيير الأعمال والحد من الآثار السلبية على سلاسل التوريد الخاصة بالمؤسسات.

## ضوابط المخاطر
التسلسل الهرمي لضوابط المخاطر هو إطار يستخدم على نطاق واسع في مجال الصحة والسلامة المهنيتين لتجميع ضوابط المخاطر حسب الفعالية. عندما لا يكون من الممكن الحد من مخاطر كوفيد-19، فإن الضوابط الأكثر فعالية هي الضوابط الهندسية تليها الضوابط الإدارية وأخيرًا معدات الوقاية الشخصية. تتضمن الضوابط الهندسية عزل الموظفين عن المخاطر المتعلقة بالعمل دون الاتكال على سلوكهم الخاص، وهذا من شأنه أن يكون الحل الأكثر فعالية من حيث تكلفة التنفيذ. الضوابط الإدارية هي تغييرات في سياسة العمل أو اتخاذ التدابير التي تتطلب اتخاذ إجراءات من قبل الموظفين أو العمال. تُعتبر معدات الوقاية الشخصية أقل فعالية من الضوابط الهندسية والإدارية إلا أنه من شأنها أن تساعد في مجال الحد من التعرض بدرجة معينة. يجب انتقاء جميع معدات الوقاية الشخصية بناءً على الخطورة التي يتعرض لها العامل وأن تكون مزودة بشكل ملائم حسب الاقتضاء (مثل أجهزة التنفس) وأن تُرتدى بشكل مستمر وصحيح وأن تُفحص بانتظام وتُصان وتُستبدل حسب الضرورة وتُخلع وتُنظف وتُخزن أو يجري التخلص منها لتجنب التلوث.

### جميع أماكن العمل
وفقًا لإدارة السلامة والصحة المهنية (أو إس إتش إيه) فإن الوظائف ذات خطر التعرض الأقل هي الوظائف التي تنطوي على حد أدنى من الاتصال المهني مع العامة أو زملاء العمل. تشمل التدابير الأساسية للوقاية من العدوى غسل اليدين بشكل متكرر ودقيق، وتشجيع الموظفين على البقاء في المنزل في حال كانوا مصابين، والالتزام بالآداب المتعلقة بالجهاز التنفسي بما في ذلك تغطية الوجه خلال السعال أو العطاس، وتوفير المناديل وأوعية القمامة، والتحضير للعمل عن بعد أو النوبات التبادلية إذا اضطر الأمر، وثني العمال عن استخدام أدوات ومعدات الآخرين والتطهير المستمر الروتيني لمكان العمل.
يُعد التحديد الفوري للأشخاص الذين قد يكونون ناقلين للعدوى وعزلهم خطوة جوهرية في حماية العمال والعملاء والزوار وغيرهم في موقع العمل. توصي مراكز مكافحة الأمراض واتقائها (CDC) بأن يبقى الموظفون الذين لديهم أعراض تنفسية حادة في المنزل إلى أن تزول الحمى وأعراضها وأي أعراض أخرى لمدة 24 ساعة على الأقل دون استخدام الأدوية الخافضة للحرارة أو غيرها من الأدوية التي تبدل من طبيعة الأعراض، وأن تصبح السياسات المتعلقة بالإجازات المرضية أكثر مرونة وتسمح للموظفين البقاء في المنزل للعناية بأحد أفراد الأسرة للمرضى وأن يكون الموظفون على دراية بهذه السياسات.